# Faubourg Poissonnière
Faubourg Poissonnière (tj. předměstí Poissonnière) též Quartier Poissonnière (čtvrť Poissonnière) je název předměstí a bývalé čtvrti v Paříži. Dříve se také nazývalo čtvrť nebo předměstí „Nová Francie" (Nouvelle-France).

## Původ jména
Ve středověku obchodníci s rybami přijíždějící do Les Halles vozili své zboží z přístavů Severního moře a ze severní části Lamanšského průlivu po tzv. „Chemin des Poissonniers“ (tj. Rybářské cestě). Rue Poissonnière nacházející se ve 2. obvodu odpovídá zhruba části silnice, která se stala součástí města po vybudování městských hradeb za Ludvíka XIII. na počátku 17. století.
Do roku 1860 cesta vedla mimo hranice Paříže přes předměstí a poté procházela mezi obcemi Montmartre a La Chapelle.
Tato cesta, s výjimkou krátkého úseku pohlceného Boulevardem Barbès, přecházela mezi 9. a 10. obvodem v Rue des Poissonniers v 18. obvodu a pokračovala jako Avenue de la Porte-des-Poissonniers na samém severu města na místě, kde se v hradbách z 19. století nacházela Porte des Poissonniers. V sousedním městě Saint-Ouen se nazývala Chemin des Poissonniers.
Území podél dnešní Rue du Faubourg-Poissonnière ležící mimo tehdejší hradby se stalo předměstím "Faubourg Poissonnière" a poté v letech 1795-1860 městskou čtvrtí "Faubourg Poissonnière".

## Historie
Za hradbami Paříže začaly podél cesty obchodníků s rybami vznikat domy a toto nové zastavěné území bylo v roce 1648 prohlášeno za předměstí. Jeho hlavní ulice, dnešní Rue du Faubourg-Poissonnière, která jej protínala se nazývala tehdy nese jméno Chaussée de la Nouvelle-France, protože vedla do vesničky Nouvelle-France, která vznikla ve 40. letech 17. století. Kolem roku 1660 byla tato silnice přejmenována na Sainte-Anne poté, co byla v roce 1658 otevřena stejnojmenná kaple, aby sloužila této nové čtvrti. Později se začala nazývat Rue du Faubourg-Poissonnière.
Na mapě města z roku 1771 se čtvrť nazývá Nouvelle France a Rue du Faubourg-Poissonnière se jmenuje Rue Sainte-Anne. Na plánu z roku 1789 se Rue du Faubourg-Poissonnière nazývá Rue Sainte-Anne a Rue Poissonnière.
Na počátku 18. století byla oblast mezi tzv. Nouveau Cours (bulváry de Bonne-Nouvelle a Poissonnière) a vesničkou Nouvelle-France (na úrovni dnešní Rue Bleue) většinou vyplněna zelinářskými zahradami, a velmi řídce zastavěna s výjimkou několika domů postavených v letech 1645-1673 v Rue Bergère a Rue du Faubourg-Poissonnière.
Tato čtvrť se začala rozvíjet po svedení potoka Ménilmontant do podzemí po roce 1740, kdy se otevřely ulice Rue des Petites-Écuries a Rue Richer. Tento vývoj byl částečně dílem veřejných orgánů, které zde nechaly postavit malou královskou stáj (kolem dnešní ulice Cour des Petites-Écuries), Hôtel des Menus-Plaisirs a kasárna francouzské gardy postavená v roce 1771 (nyní kasárna Nouvelle France) a také spekulantů jako byli Nicolas Lenoir a Claude-Martin Goupy, kteří po roce 1770 přeprodávali pozemky kláštera Filles-Dieu.
Když byly za Francouzské revoluce v roce 1795 vytvořeny pařížské obvody, vznikla v rámci III. obvodu sekce Faubourg Poissonnière vymezená přibližně ulicemi Rue du Faubourg-Poissonnière, Rue du Faubourg-Saint-Denis, Boulevard de Bonne-Nouvelle a Rue de Chabrol.
Jižní část čtvrti mezi bulvárem Bonne-Nouvelle a Rue des Petites-Écuries se nachází na starých zahradách, které patřily ke klášteru Filles-Dieu, severovýchodní část (nová čtvrť Poissonnière) na bývalých pozemcích kláštera Saint-Lazare, území mezi Rue des Petites-Écuries a Rue de Paradis bylo součástí léna Sainte-Opportune, část severně od Rue Bellefond až po Rue Pétrelle je z velké části částí bývalého panství Château Charolais.
Rozšířením čtvrti směrem na sever vznikla na rozparcelovaném území kláštera Saint-Lazare nouveau quartier Poissonnière. Tyto pozemky získala v roce 1821 skupina finančníků.
Kolem Place Charles X vznikla nová čtvrť, která se v roce 1830 stala Place Lafayette, od roku 1962 Place Franz-Liszt. Při této příležitosti byl postaven kostel Saint-Vincent-de-Paul a vzniklo mnoho ulic: Rue Charles-X (dnes Rue La Fayette), Rue d'Hauteville, která byla prodloužena mezi Rue des Messageries a Place Franz-Liszt, Rue des Abattoirs, která se stala východní částí Rue de Dunkerque, Rue du Chevet-de-l'Église (dnes Rue de Belzunce), Rue du Gazomètre (dnes součástí Rue d'Abbeville), Rue du Nord (pohlcená bulvárem de Magenta), Rue des Jardins Poissonnière (dnes Rue de Rocroy) a Rue des Petits-Hôtels.

## Faubourg Poissonnière dnes
Dne 1. ledna 1860 byla Paříž nově rozdělena do 20 městských obvodů a 80 čtvrtí. Označení "čtvrť Faubourg Poissonnière" již oficiálně neexistuje, stejně jako jiná bývalá předměstí včleněných do města Paříže (Faubourg Saint-Antoine, Faubourg Saint-Marcel, Faubourg Montmartre aj.). Název bývalého předměstí se dochoval v ulici Rue du Faubourg-Poissonnière, která tvoří hranici mezi 9. a 10. obvodem.